# Seututie 612
Pour les articles homonymes, voir Route 612.
La route régionale 612 (finnois : Seututie 612) est une route régionale allant de Sysmä à Luhanka en Finlande.

## Description
La route régionale 612 est une route régionale d'une longueur de 46 kilomètres.
La route part de Sysmä et rejoint la route régionale 610 à Luhanka . Elle est entièrement goudronnée.

## Parcours
- Sysmä
- Vehkasalo
- Judinsalo
- Luhanka